# Pseudoclanis boisduvali
Pseudoclanis boisduvali är en fjärilsart som beskrevs av Aurivillius 1897. Pseudoclanis boisduvali ingår i släktet Pseudoclanis och familjen svärmare. Inga underarter finns listade i Catalogue of Life.